# James Daman
Pour les articles homonymes, voir Daman.
James Naanman Daman, né le 10 avril 1956 à Miket, (Qua'an Pan, État de Plateau, Nigeria), et décédé le 12 janvier 2015 est un prélat de l'Église catholique romaine, évêque de Shendam (Nigeria) du 2 juin 2007, date de l'érection du diocèse, à sa mort.

## Biographie
- Entré dans la congrégation des Augustins en 1975, il a suivi sa formation philosophique et théologique au séminaire Saint-Augustin de Jos
- Ordonné prêtre pour la congrégation, le 14 février 1982 à Kaduna des mains de Jean-Paul II
- Paroisse de Bekaji, Yola (1982-1985), desservie par les Augustins ; il a été directeur des programmes de radio chrétienne dans le cadre du Gongola Broadcasting Service.
- 1985-1987 : études à Rome en vue d'une Licence de Théologie auprès de l’Alphonsianum ; puis études auprès de l'Université de Birmingham (Royaume-Uni) pour un diplôme en communications.
- 1988- : Professeur au séminaire Saint-Augustin de Jos, et au séminaire Saint-Thomas d'Aquin de Makurdi.
- 1994 : Docteur en théologie morale à Rome.
- 1997-2001 : vice-provincial des Augustins au Nigeria. À l'expiration de son mandat de quatre ans, il avait été réélu par ses confrères, mais il a été nommé évêque de Jalingo.
- Évêque de Jalingo (2001-2007) : nommé le 5 décembre 2000, ordonné le 24 février 2001 par Osvaldo Padilla, assisté de Ignatius Ayau Kaigama et Christopher Shaman Abba (en)
- Évêque de Shendam : nommé le 2 juin 2007 ; il demeure administrateur du diocèse de Jalingo jusqu'à la nomination de son successeur.